# Cleome pilosa
Cleome pilosa là một loài thực vật có hoa trong họ Màng màng. Loài này được Benth. mô tả khoa học đầu tiên năm 1844.